# Ceratostylis inflata
Ceratostylis inflata är en orkidéart som beskrevs av Rudolf Schlechter. Ceratostylis inflata ingår i släktet Ceratostylis och familjen orkidéer. Inga underarter finns listade i Catalogue of Life.